# Le Pasquier
Le Pasquier là một xã trong vùng hành chính Franche-Comté, thuộc tỉnh Jura, quận Lons-le-Saunier, tổng Champagnole. Tọa độ địa lý của xã là 46° 48' vĩ độ bắc, 05° 54' kinh độ đông. Le Pasquier nằm trên độ cao trung bình là 590 mét trên mực nước biển, có điểm thấp nhất là 577 mét và điểm cao nhất là 661 mét. Xã có diện tích 7.75 km², dân số vào thời điểm 2005 là 247 người; mật độ dân số là 32 người/km².

## Thông tin nhân khẩu
| 1962 | 1968 | 1975 | 1982 | 1990 | 1999 |
| ---- | ---- | ---- | ---- | ---- | ---- |
| 192  | 192  | 183  | 209  | 238  | 252  |

## Địa điểm tham quan
Nhà thờ của Le Pasquier được xây trong thế kỉ thứ 19. Lâu đài từ thế kỉ thứ 17 đã được tu bổ.